# قلعة نويبع
قلعة نويبع أو طابية نويبع هي عبارة عن طابية صغيرة بناها السردارية المصرية عام 1893 في نويبع، وجعلتها مركزاً للشرطة من الهجانة لحفظ الأمن في تلك المنطقة. وللقلعة سور ومزاغل وباب كبير وداخل سورها بئر ماء وتقع علي بعد ميلين من معبد وادي العين شمالاً وهي المنطقة التي تسمي حالياً نويبع الترابين.